# Gymnocalycium

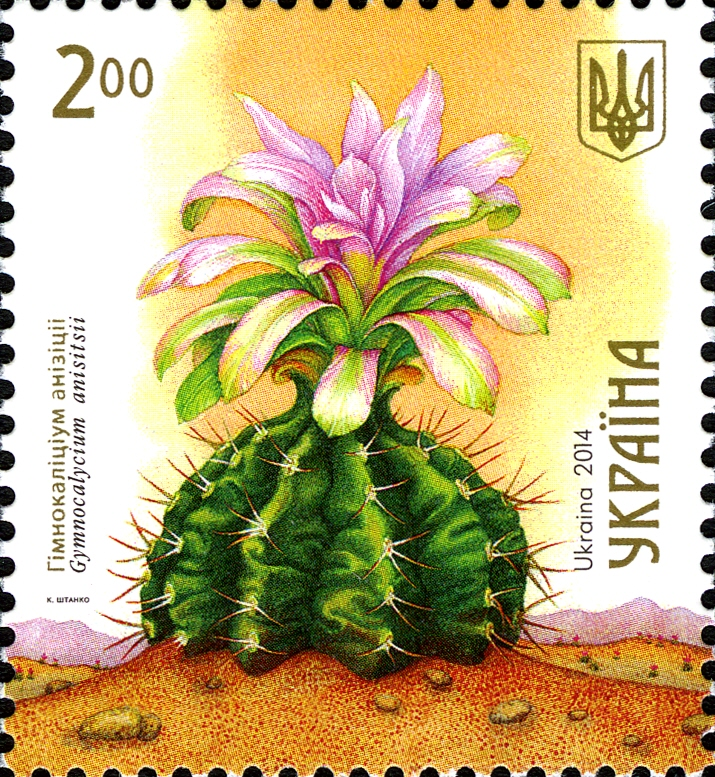
Ilustração de Gymnocalycium anisitsii num selo ucraniano de 2014

Gymnocalycium é um gênero botânico da família cactaceae.

## Sinonímia
Brachycalycium Backeb.

## Espécies
| Gymnocalycium albiareolatum Gymnocalycium angelae Gymnocalycium anisitsii Gymnocalycium bayrianum Gymnocalycium carminanthum Gymnocalycium castellanosii Gymnocalycium horstii Gymnocalycium leeanum Gymnocalycium mihanovichii Gymnocalycium netrelianum Gymnocalycium obductum Gymnocalycium ochoterenai | Gymnocalycium parvulum Gymnocalycium pflanzii Gymnocalycium rauschii Gymnocalycium riojense Gymnocalycium rosae Gymnocalycium schroederianum Gymnocalycium spegazzinii Gymnocalycium stellatum Gymnocalycium taningaense Gymnocalycium uruguayense etc. |